# Джонсон, Джеймс Эдгар
Джеймс Эдгар Джонсон (англ. James Edgar Johnson), известный так же как Джонни Джонсон (англ. Johnnie Johnson; 9 марта 1915 — 30 января 2001) — лучший лётчик-ас Второй мировой войны британского происхождения и второй по результативности (после Мармадюка Пэттла) среди лётчиков ВВС Великобритании и всех лётчиков западных союзников, имеющий 34 подтверждённых индивидуальных победы в воздушных боях над истребителями противника, и прошедший в годы войны путь от сержанта и лётчика-истребителя до полковника, командира авиакрыла.

## Биография
Джеймс Джонсон родился 9 марта 1915 года в деревне Барроу-апон-Соур в графстве Лестершир. После окончания школы в Лафборо (англ. Loughborough Grammar School), там же, в Восточном Мидленде, поступил в Ноттингемский университет, который закончил 1937 году в возрасте 22 лет и получил диплом инженера.
В то же время Джонсон попытался вступить во вспомогательные войска Королевских ВВС (RAuxAF, от англ. Royal Auxiliary Air Force), но не прошёл медицинскую комиссию (в 1938 году во время игры в регби получил перелом ключицы, и из-за неправильно поставленного диагноза в дальнейшем имел в связи с этим проблемы с плечом) и записался в Добровольческий резерв Королевских ВВС (RAFVR, от англ. Royal Air Force Volunteer Reserve).
В ноябре 1942 года, во время отпуска, Джонсон женился на Полин Ингейт (англ. Pauline Ingate), в этом браке у них было двое сыновей.

### Вторая мировая война
С началом войны Джеймс был призван в армию, и в августе 1940 года, после прохождения необходимых тренировок, был направлен в 19-ю эскадрилью RAF (англ. No. 19 Squadron RAF). Но уже через месяц переведён в 616-ю (англ. No. 616 Squadron RAF).
Летая в составе эскадрильи на Спитфайрах (на тот момент у него было всего 205 лётных часов), Джонсон обнаружил, что из-за травмы плеча не может эффективно использовать высокие лётно-технические характеристики истребителя. Доктора предложили ему два варианта: лечь на операцию (и практически полностью пропустить Битву за Британию), которая решит проблему, или перевод на инструкторскую должность (и всю оставшуюся жизнь летать на Тайгер Мотах). Джонсон выбрал операцию, но при этом старался оттянуть лечение. Когда эта информация дошла до командования, Джеймс Джонсон был снят с полётов и отправлен в госпиталь. В эскадрилью он смог вернуться только в декабре 1940 года.
К полётам Джонсон вернулся только в начале 1941 года. Свой первый Мессершмитт Bf.109 Джонни сбил 26 июня 1941 года.
Через год, увеличив число побед над противником, в июне 1942 года Джеймс Джонсон был назначен командиром 610-й эскадрильи (англ. No. 610 Squadron RAF), в этой должности участвовал в операции «Юбилей».
В марте 1943 года Джонсон был назначен командующим канадского авиакрыла (размещенным в RAF Kenley), и с апреля по сентябрь добавил к своему счёту ещё 14 побед, за что (на тот момент за 13 побед) 4 июня 1943 года был награждён орденом «За выдающиеся заслуги» (DSO). 24 сентября Джонсон получил первую планку к DSO и переведён в штаб, оставив боевые действия со счётом в 25 побед.
2 марта 1944 года Джонни Джонсон был поставлен во главе 144-го авиакрыла ВВС Канады (RCAF), и 5 мая сбил свой 28-й самолёт, став самым результативным пилотом союзных войск на западном фронте. Через два дня после высадки в Нормандии, Джонни увеличил счёт до 32 самолётов, установив новый рекорд (обогнав Сэйлора Мэлона (англ. Adolph Malan), героя Битвы за Британию). После операции «Нептун» крыло было расформировано, и Джонни перешёл в 127-й RCAF. 21 августа 1944 года Джонни Джонсон, будучи ведущим 443-й эскадрильи, патрулирующей Сену, недалеко от Парижа, сбил два самолёта Фокке-Вульф Fw 190 (была сделана запись на камеру объективного контроля). После чего Джонни собирался присоединиться к своему звену, приняв за Спитфайры 6 вражеских Bf.109. В тот раз Спитфайр IX Джонсона был сбит, единственный раз за всю войну.
Последняя победа в войну была зарегистрирована Джонсоном 27 сентября 1944 года недалеко от Неймегена. Общие результаты составили 515 вылетов, 34 личных и 7 групповых побед (а также 3 вероятных победы, 10 самолётов противника повреждены и 1 уничтожен на земле). В последние недели войны эскадрилья Джонсона занималась патрулированием берлинских аэродромов.

### После войны
После войны Джонни Джонсон остался в Западной Германии, где в период с 1952 по 1954 годы командовал тактическим крылом 2TAF (англ. RAF Second Tactical Air Force) на базе RAF Wildenrath.
Состоял в Тактическом Авиационном Командовании (англ. Tactical Air Command) во время Корейской войны. Затем с 1957 года
был офицером управления полётами (AOC, от англ. Air Officer Commanding)
и командиром крыла V bomber на базе RAF Cottesmore в Ратленде.
В 1960 году Джонни Джонсон стал командором авиации и работал в штабе. С выходом на пенсию в 1966 году Джонсон получил звание вице-маршала авиации. В течение нескольких лет после выхода на пенсию Джонсон занимал пост представителя лорда-наместника в Лестершире.
Джеймс Джонсон умер от злокачественной опухоли 30 января 2001 года в Дербишире в возрасте 85 лет.

## Награды
Кавалер ордена «За выдающиеся заслуги» (DSO) и дважды планок к нему (Великобритания);
 Кавалер креста «За выдающиеся лётные заслуги» (DFC) и планки к нему (Великобритания);
 Командор ордена Британской империи (CBE) (Великобритания);
 Кавалер ордена Бани (CB) (Великобритания);
 Кавалер ордена Почётного легиона (Франция);
 Кавалер Военного креста (Бельгия);
 Кавалер ордена Леопольда I (Бельгия);
 Крест лётных заслуг (США);
 Воздушная медаль (США);
 Легионер ордена «Легион Почёта» (США).